# Buthan Times
O Buthan Times é o primeiro jornal de propriedade privada do Butão e apenas o segundo no país a entrar em circulação. O jornal Kuensel - controlado majoritariamente pelo governo local - foi o único jornal no Butão até abril de 2006, quando nesse mês se iniciou a circulação do Buthan Times e em junho do mesmo ano, o Buthan Observer (Observador do Butão).[carece de fontes?]
A primeira edição do Buthan Times, com 32 páginas, chegou às bancas em 30 de abril de 2006, com uma entrevista de alto nível com Jigme Khesar Namgyal Wangchuck, o jovem príncipe herdeiro do Butão, que havia sido designado para suceder seu pai como rei em 2008.[carece de fontes?]
A criação de uma imprensa livre no Butão é reconhecida como um passo importante na transformação em curso do Butão em uma sociedade democrática. O jornal foi iniciado como um semanário em inglês publicado semanalmente no domingo. Permaneceu nesse formato até dezembro de 2007, quando se tornou um jornal quinzenal. Atualmente voltou a ser semanal e publicado apenas aos domingos.
O jornal privado é dirigido por um grupo de jovens repórteres e editores.[carece de fontes?]